# Associazione Calcio Andrea Doria 1939-1940
Questa voce raccoglie le informazioni riguardanti l'Associazione Calcio Andrea Doria nelle competizioni ufficiali della stagione 1939-1940.

## Rosa
| N. |                   | Ruolo | Calciatore          |
| -- | ----------------- | ----- | ------------------- |
|    | Italia (bandiera) | A     | Vittorio Ansaldo    |
|    | Italia (bandiera) | D     | Dino Baldini        |
|    | Italia (bandiera) | D     | Antonio Balletto    |
|    | Italia (bandiera) | D     | Francesco Battini   |
|    | Italia (bandiera) | A     | C. Bregante         |
|    | Italia (bandiera) | A     | Fernando Brigneti   |
|    | Italia (bandiera) | D     | Ferruccio Cipriani  |
|    | Italia (bandiera) | D     | Francesco Giorgelli |
|    | Italia (bandiera) | C     | Aldo Grillo         |
|    | Italia (bandiera) | P     | Enrico Ivaldi       |
|    | Italia (bandiera) | D     | Rodolfo Landini     |
|    | Italia (bandiera) | C     | Enrico Lelli        |
|    | Italia (bandiera) | A     | C. Massa            |
|    | Italia (bandiera) | C     | Rino Menichini      |

| N. |                   | Ruolo | Calciatore        |
| -- | ----------------- | ----- | ----------------- |
|    | Italia (bandiera) | C     | Emilio Merello    |
|    | Italia (bandiera) | A     | B. Morando        |
|    | Italia (bandiera) | D     | G. Moro           |
|    | Italia (bandiera) | P     | Norberto Morsia   |
|    | Italia (bandiera) | A     | Francesco Naltana |
|    | Italia (bandiera) | C     | Adriano Nervi     |
|    | Italia (bandiera) | C     | Mario Nervi       |
|    | Italia (bandiera) | D     | Samuele Nicora    |
|    | Italia (bandiera) | A     | Giuseppe Parodi   |
|    | Italia (bandiera) | C     | R. Poggio         |
|    | Italia (bandiera) | A     | Isidoro Scempio   |
|    | Italia (bandiera) | A     | Bruno Valesani    |
|    | Italia (bandiera) | A     | Claudio Zino      |